# Wilhelm Friedrich Boyens (Fußballspieler)

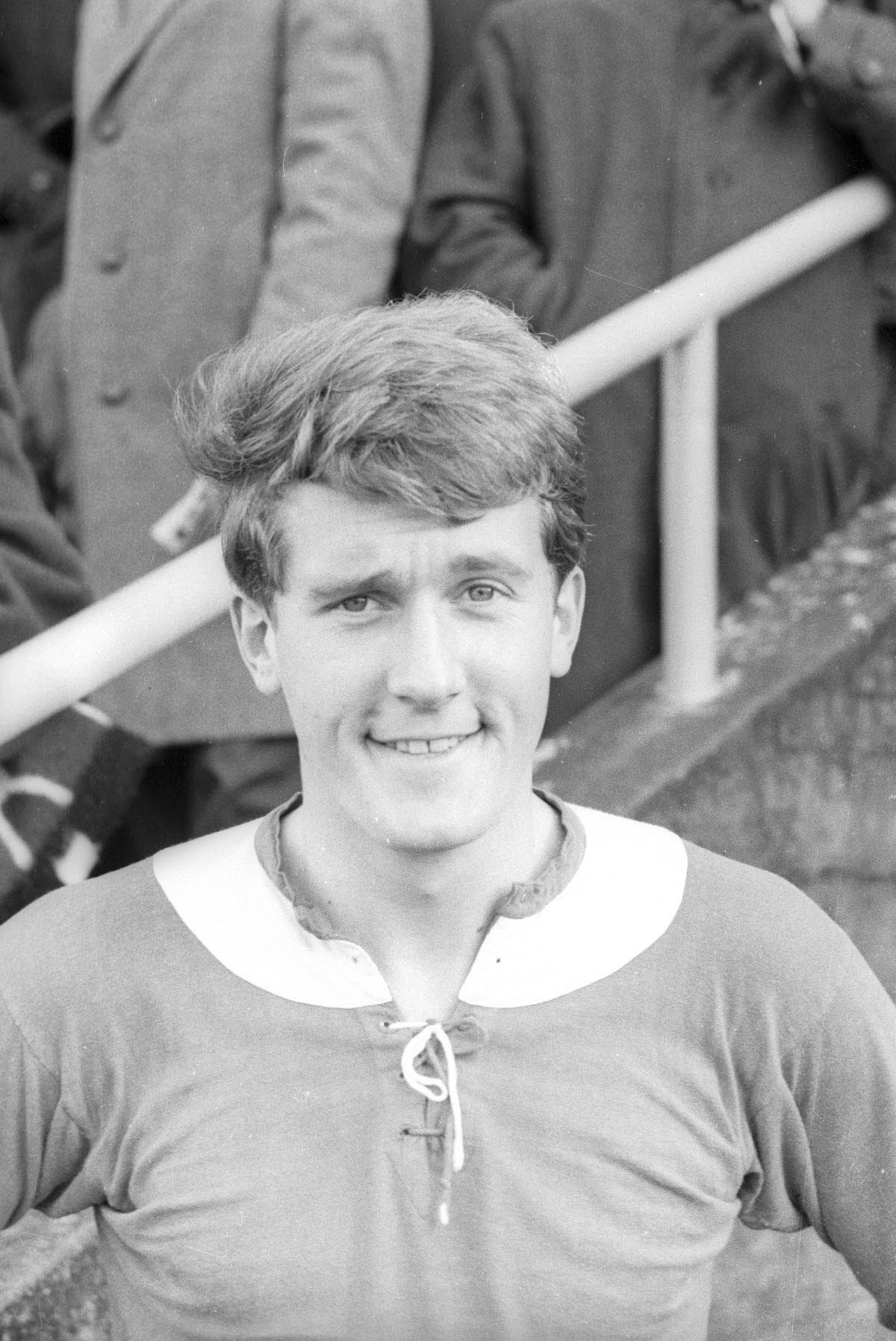
Wilhelm Friedrich „Fritz“ Boyens als Fußballspieler von Holstein Kiel (November 1962)

Wilhelm Friedrich Boyens, auch Fritz genannt (* 12. Oktober 1942 in Berlin; † 4. November 2024) war ein deutscher Fußballspieler und Manager. Mit dem Hamburger SV gewann er den DFB-Pokal 1962/63 und spielte von 1963 bis 1965 in der Fußball-Bundesliga. Danach war der promovierte Jurist als Unternehmensberater tätig und leitete die Personalberatung Egon Zehnder International.

## Fußball-Laufbahn

### Jugend und Oberliga Nord, bis 1963
Beim Preetzer TSV im Kreis Plön entwickelte sich das fußballerische Talent des Jugendspielers Fritz Boyens. Seine herausragenden offensiven Qualitäten führten ihn in der Runde 1960/61 in die Deutsche Jugend-Fußballnationalmannschaft. In der von DFB-Trainer Helmut Schön betreuten Jugendauswahl debütierte das Talent aus Preetz am 12. März 1961 beim Jugendländerspiel in Flensburg gegen England. Die Schön-Schützlinge gewannen das Freundschaftsspiel mit 2:0 Toren. Im Angriff hatte der Trainer auf die Nachwuchshoffnungen Boyens, Wolfgang Overath, Rainer Waberski, Gerhard Elfert und Horst Wild gesetzt. Ende März/Anfang April fand das jährlich ausgetragene UEFA-Juniorenturnier in Portugal statt und Boyens gehörte dem DFB-Aufgebot an. An der Algarve setzten sich die DFB-Talente (in der Defensive stand Sepp Maier im Tor und Bernd Patzke verteidigte zusammen mit Karl-Heinz Wirth) in den Gruppenspielen gegen Belgien, Rumänien und die Niederlande durch und scheiterten knapp im Halbfinale mit 1:2 Toren an Polen. Boyens absolvierte alle vier Turnierspiele und machte mit seinen gezeigten Leistungen – wie mehrere Mitspieler dieses ausgezeichneten Jahrganges – Hoffnungen auf eine erfolgreiche Karriere im Seniorenbereich. Mit seinem Mitwirken am 17. Juni 1961 in Schaffhausen beim 4:1-Erfolg gegen die Schweiz endete seine Zeit in der Jugendnationalmannschaft. Mit Norddeutschland konnte er sich auch in diesem Spieljahr im Jugend-Länderpokal der Regionalverbände für das Finale qualifizieren, welches dann gegen Süddeutschland in zwei Spielen (1:1 n. V.; 3:0) entschieden wurde.
Vor dem letzten Jahr des alten erstklassigen Oberligasystems, 1962/63, unterschrieb Boyens einen Vertrag bei Holstein Kiel und wechselte zu den „Störchen“ in das Holstein-Stadion. Unter Trainer Erich Wolf debütierte er sofort am Starttag der Fußball-Oberliga Nord, am 19. August 1962, bei einem 4:2-Auswärtserfolg gegen den VfB Oldenburg. Kiel belegte am Rundenende mit 34:26 Punkten und 73:58 Toren den fünften Rang. Nominiert wurden aus der Nordliga für die neue Fußball-Bundesliga zur Runde 1963/64 der Serienmeister Hamburger SV, Werder Bremen und Eintracht Braunschweig. In Kiel musste sich Boyens mannschaftsintern mit den Offensivkonkurrenten Gerd Koll, Eitel Galle, Horst Martinsen, Alfred Bornemann, Manfred Greif und Manfred Podlich auseinandersetzen. Am letzten Spieltag der Oberligaära, den 29. April 1963, verabschiedete er sich beim 5:2-Heimsieg gegen den VfB Oldenburg mit zwei Toren aus Kiel. Mit seinem Treffer in der 88. Minute zum 5:2-Endstand markierte er das letzte Tor für Kiel in der Fußball-Oberliga Nord. Insgesamt hat er in der Runde 21 Ligaspiele absolviert und dabei zehn Tore erzielt. Dem norddeutschen Vorzeigeklub HSV war er spätestens nach dem 1:1-Remis in Kiel am 21. Spieltag vor 17.000 Zuschauern nachdrücklich aufgefallen, als ihm in der 37. Minute der Ausgleichstreffer glückte und er sich in den Zweikämpfen gegen Jürgen Kurbjuhn ausgezeichnet behaupten konnte. Boyens unterschrieb zur Runde 1963/64 einen Lizenzspielervertrag beim Hamburger SV.

### Hamburger SV, 1963 bis 1965
Bevor der Startschuss in der neuen Bundesliga ertönte, wurde im Sommer 1963 erst noch der DFB-Pokal ausgespielt. Der neue Mann aus Kiel war in den Partien gegen den 1. FC Saarbrücken, im Halbfinale beim Wuppertaler SV und im Finale am 14. August in Hannover gegen den amtierenden Deutschen Meister Borussia Dortmund zu Werke. In Wuppertal erzielte er vor 35.000 Zuschauern im Stadion am Zoo den 1:0-Siegtreffer für seine neue Mannschaft. Zwei Wochen vor dem Bundesligastart galten die Westfalen im Endspiel als Favorit, ihnen wurde zugetraut das Double erreichen zu können. Mit drei Treffern von Nationalmittelstürmer Uwe Seeler wurde der Pokal aber an den Rothenbaum geholt.
Der pfeilschnelle Außenstürmer gehörte danach auch dem Spielerkreis an, die als Aktive am 24. August 1963 die neu installierte Fußball-Bundesliga zum Laufen brachten. Mit der Angriffsbesetzung Boyens, Peter Wulf, Uwe Seeler, Ernst Kreuz und Gert Dörfel – wie im Pokalfinale – ging HSV-Trainer Martin Wilke in das Debütspiel bei Preußen Münster. Mit einem 1:1-Remis holten sich die Hanseaten den ersten Punkt. Nach vier Spieltagen konnte der HSV ausgezeichnete 7:1 Punkte vorweisen und schien den Übergang von der beschaulichen Oberliga Nord in die eingleisige Leistungskonzentration der Bundesliga reibungslos vollzogen zu haben. Am 16. November 1963 fand das Spitzenspiel in Köln statt. Die „Geißböcke“ empfingen als Tabellenführer mit zwei Punkten Vorsprung den Tabellenzweiten aus Hamburg. Nach einem 1:1-Halbzeitstand entschieden die Kölner mit drei Toren in der zweiten Halbzeit vor 64.560 Zuschauern das Spiel mit 4:1 Toren für sich und hatten damit erstmals den HSV abgeschüttelt. Boyens und Kollegen stand vier Tage später aber das schwere Auswärtsspiel im Europapokal der Pokalsieger beim FC Barcelona bevor. Im Camp Nou erreichten die Hamburger gegen die Barça-Defensivakteure Foncho, Eladio, Segarra und Olivella ein torreiches 4:4-Remis und das Rückspiel endete am 11. Dezember 1963 in Hamburg 0:0. Da in diesem Wettbewerb noch nicht die mehr erzielten Auswärtstore gezählt wurden, stand am 18. Dezember 1963 – der HSV hatte am 14. Dezember mit einer 2:3-Niederlage beim 1. FC Nürnberg die Vorrunde beendet – ein Entscheidungsspiel in Lausanne gegen den FC Barcelona an. Auch in diesem Spiel vertraute man in Hamburg auf den schnellen Mann aus Kiel und entschied tatsächlich mit 3:2 Toren das Spiel für sich. In die Halbzeitpause waren die Akteure noch mit einem torlosen 0:0 gegangen. Die 2:1-Führung durch Kocsis verwandelte Uwe Seeler mit zwei Treffern in der 64. und 83. Spielminute in einen 3:2-Erfolg. In der Rückrunde konnten die Rothosen in der Bundesliga nicht mehr die Leistung der Hinrunde wiederholen. Das Hinspiel im Viertelfinale des Europapokals gegen den französischen Pokalsieger Olympique Lyon am 4. März 1964 endete im Volksparkstadion 1:1-Unentschieden. Drei Tage später erlebten der HSV und Boyens aber beim TSV 1860 München einen völligen Einbruch. Vor 40.000 Zuschauern gewann die Merkel-Truppe mit 9:2 Toren das Spiel gegen die müden Hamburger. Als Lyon am 18. März das Rückspiel mit zwei Treffern von Mittelstürmer Nestor Combin entscheiden konnte, pausierte Boyens beim Scheitern des HSV im Europacup. Am Schlusstag der ersten Bundesligasaison, 1963/64, gehörte er am 9. Mai 1964 der HSV-Elf an, die mit einem 2:2-Remis gegen den 1. FC Nürnberg als Tabellensechster die Runde abschloss. Boyens hatte 23 von 30 Ligaspiele absolviert und dabei drei Treffer erzielt.
Am 10. Oktober 1964 war der Rechtsaußen beim 2:1-Heimsieg gegen Eintracht Frankfurt zum dritten Mal in der Serie 1964/65 für den HSV unter Trainer Georg Gawliczek zum Einsatz gekommen. Niemand ahnte zwei Tage vor seinem 22. Geburtstag, dass dies sein letztes Spiel in der Bundesliga bleiben sollte. Eine langwierige Verletzung verhinderte in den nächsten Monaten die weitere Karriere von Fritz Boyens. Nach 26 Bundesligaspielen beendete er im Sommer 1965 seine sportliche Laufbahn.

## Karriere in der Wirtschaft
Der Abiturient absolvierte erfolgreich ein Studium der Rechtswissenschaft mit Schwerpunkt Internationales Privatrecht, war dann in der Hamburger Sozietät „Kuhlmann, Heinsius und Howard“ tätig und wurde 1974 mit einer Arbeit über Übernahmeangebote im französischen Gesellschaft- und Börsenrecht promoviert. In den 1970er-Jahren arbeitete er in der kaufmännischen und juristischen Leitung der ERNO Raumfahrttechnik GmbH in Bremen am Bau des ESA-Raumlabors „Spacelab“ mit, bevor er eine Karriere als Unternehmensberater startete. Er war von 1992 bis 2004 „Chairman der größten deutschen Personalberatung Egon Zehnder International“, wo er für das Hamburger Büro tätig war. Bei Zehnder war er spezialisiert auf die „Rekrutierung von hoch qualifizierten Führungskräften für Aufsichtsrats- und Vorstandspositionen.“ In dieser Eigenschaft war er lange Jahre Herausgeber des Leadership-Magazins „The Focus“. Er galt als „einer der profiliertesten Headhunter Deutschlands“.
Boyens war seit 2005 Senior Advisor für CVC Capital Partners und Vorstand von Bruhn Transport Equipment sowie Ernst & Young Stuttgart. Außerdem war er Senior Advisor bei Egon Zehnder International Deutschland. Ab September 2008 war er im Aufsichtsrat der Elbphilharmonie Bau KG.

## Publikationen
- Wilhelm Friedrich Boyens, Berthold E. Leube: Schwierige Balance: Aufsichtsräte im Spannungsfeld von Komplexität und Widersprüchlichkeit 2010 Egon Zehnder International.
- Wilhelm Friedrich Boyens: Die professionellen Wächter: Transparenz verändert nicht nur die Arbeit der Aufsichtsräte sondern sie selbst, 2010 Egon Zehnder International.